# Stef Wijlaars
Stef Wijlaars est un footballeur néerlandais né le 19 janvier 1988 à Mierlo.

## Biographie

### Statistiques par saison
| Saison  | Club         | Pays      | matchs | buts | Compétition    |
| ------- | ------------ | --------- | ------ | ---- | -------------- |
| 2007/08 | FC Den Bosch | Pays-Bas  | 1      | 0    | Erste Division |
| 2008/09 | FC Den Bosch | Pays-Bas  | 16     | 0    | Erste Division |
| 2009/10 | FC Den Bosch | Pays-Bas  | 9      | 1    | Erste Division |
| 2010/11 | FK Senica    | Slovaquie | 15     | 0    | Corgon Liga    |

## Palmarès
Vierge